# Plekocheilus
Plekocheilus is een geslacht van weekdieren uit de klasse van de Gastropoda (slakken).

## Soorten
- Plekocheilus aristaceus (Crosse, 1869)
- Plekocheilus cecepeus Breure & Araujo, 2015
- Plekocheilus undulatus (Leach, 1814)